# Knöpflesbrunnen
Knöpflesbrunnen es el nombre de un monte de una altura de 1124 m en la Selva Negra Meridional en  Baden-Wurtemberg, Alemania, entre los montes Belchen y Feldberg. El Knöpflesbrunnen está ubicado en el territorio municipal de Utzenfeld. En la vertiente oriental del Knöpflesbrunnen se encuentra la mina Finstergrund.